# José Joaquín Flórez Hernández
José Joaquín Flórez Hernández (* 12. November 1916 in Onzaga; † 22. Juni 1996) war ein kolumbianischer römisch-katholischer Geistlicher und Erzbischof von Ibagué.

## Leben
José Joaquín Flórez Hernández empfing am 21. Juli 1940 das Sakrament der Priesterweihe für das Bistum Socorro y San Gil.
Am 7. März 1955 ernannte ihn Papst Pius XII. zum ersten Bischof von Duitama. Der Apostolische Nuntius in Kolumbien, Erzbischof Paolo Bertoli, spendete ihm am 24. April desselben Jahres die Bischofsweihe; Mitkonsekratoren waren der Bischof von Tunja, Ángel María Ocampo Berrio SJ, und der Bischof von Socorro y San Gil, Pedro José Rivera Mejía CIM.
Papst Paul VI. bestellte ihn am 17. März 1964 zum Bischof von Ibagué. Flórez Hernández nahm an allen vier Sitzungsperioden des Zweiten Vatikanischen Konzils teil. Am 14. Dezember 1974 wurde er infolge der Erhebung des Bistums Ibagué zum Erzbistum erster Erzbischof von Ibagué.
Am 25. März 1993 nahm Papst Johannes Paul II. das altersbedingte Rücktrittsgesuch von Miguel Ángel Arce Vivas an.